# M&Aキャピタルパートナーズ
M&Aキャピタルパートナーズ株式会社（エムアンドエーキャピタルパートナーズ、英: M&A Capital Partners Co.,Ltd.）は、日本の中堅・中小企業を対象とした独立系M&Aアドバイザリー・仲介会社。東京証券取引所 プライム市場上場、証券コードは6080。

## 特徴
M&A仲介大手（東証プライム市場上場）。着手金無料、専門コンサルタントによる専任担当制を掲げており、より多くの企業がM&Aをひとつの選択肢として検討できる体制を整えている。
子会社には、日本のM&A業界の草分け的存在である株式会社レコフと株式会社レコフデータ、また企業再生を得意とするみらいエフピー株式会社があり、グループシナジーを効かせた様々な案件を取り扱っている。

## 沿革
- 2005年（平成17年）10月 - M&Aキャピタルパートナーズ株式会社設立。東京都新宿区西新宿三丁目に、M&A仲介業務を事業目的として設立。
- 2006年（平成18年）3月 - 本社を東京都新宿区西新宿一丁目に移転。
- 2007年（平成19年）2月 - 本社を東京都千代田区麹町三丁目に移転。
- 2013年（平成25年）11月 - 東京証券取引所マザーズ市場に上場。
- 2014年（平成26年）
  - 3月 - 本社を東京都千代田区丸の内一丁目に移転。
  - 12月 - 東京証券取引所1部（現・プライム市場）に市場変更。
- 2016年（平成28年）10月 - 株式会社レコフ及び株式会社レコフデータと経営統合。
- 2019年（令和元年）8月 - 株式会社みずほフィナンシャルグループの連結子会社である株式会社みずほ銀行と、事業承継ニーズ支援強化に向けて業務提携契約を締結。
- 2021年（令和3年）
  - 10月 - みらいエフピー株式会社がグループに参画。
  - 10月 - 一般社団法人M&A仲介協会 の設立に理事（現・幹事会員）として参画。
- 2022年（令和4年）12月 - 本社を東京都中央区八重洲二丁目に移転

## 拠点
- 本社 - 東京都中央区八重洲二丁目2番1号　東京ミッドタウン八重洲　八重洲セントラルタワー36階

## 関連出版物
- M&Aで創業の志をつなぐ―日本の中小企業オーナーが読む本― M&Aキャピタルパートナーズ 代表取締役社長 中村悟（2019） ISBN 978-4296103553

## スポンサー番組
- 報道ステーション（テレビ朝日系列）
- ワールドビジネスサテライト（テレビ東京系列）
- THE 事業承継 その火を消すな!（テレビ東京系列） - 不定期放送、一社提供